# Yallourn

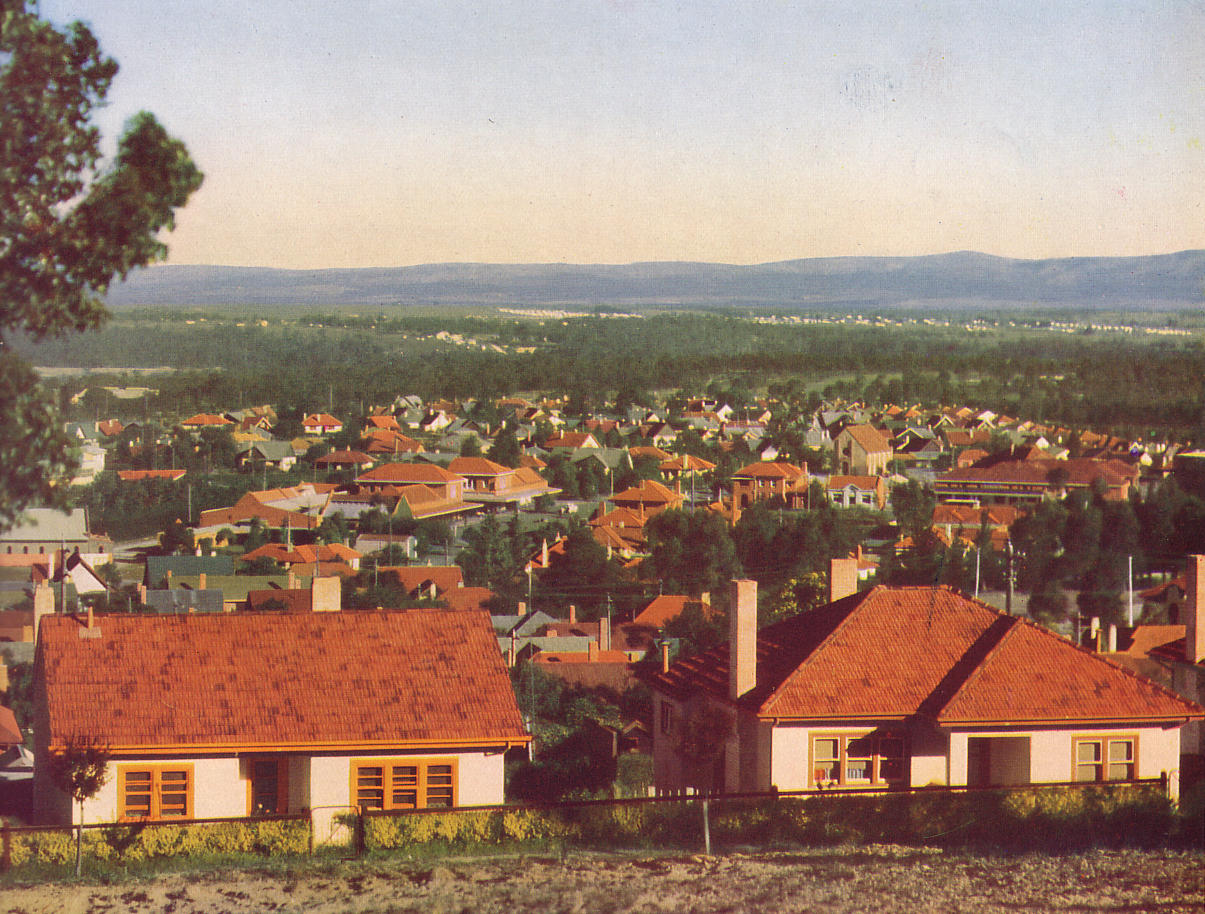
Yallourn in 1948

Yallourn was een Australische fabrieksstad in Victoria die tussen 1920 en 1950 werd gebouwd om werknemers van de State Electricity Commission of Victoria te huisvesten die werkten in het nabijgelegen "Yallourn Power Station". De uitbreiding van een nabijgelegen bruinkoolmijn leidde ertoe dat de stad werd gesloten en grotendeels gesloopt. In 2006 woonden er formeel nog 251 mensen nabij Yallourn.

## Geboren in Yallourn
- Gary Wiggins (1952-2008), wielrenner
- Mick Thomas (1960), zanger
- Tracey Gaudry (1969), wielrenner